# ELinks
ELinks är en fri textbaserad terminalbaserad webbläsare för Unix-liknande operativsystem utvecklad ur Links. 
Det började under 2001, då Petr Baudis började experimentera med en ny version av Links, därav namnet ELinks. Efter detta har E också stått för Enhanced (förbättrad) och Extended (utökad). I december 2004 lät Petr Baudis den danske utvecklaren Jonas Fonseca ta över projektet eftersom den förstnämnde hade ont om tid.

## Egenskaper
- HTTP- och Proxy-verifiering
- Beständiga HTTP-kakor
- Flikar
- Enklare stöd för stilmallar
- Enklare stöd för Ecmascript
- Redigering av text i externa textredigerare
- Pekdonsstöd